# Vasile Alecsandri

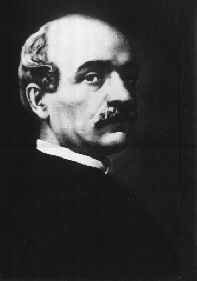
Vasile Alecsandri

Vasile Alecsandri, född 21 juli 1819, död 22 augusti 1890 i Mirceşti, var en rumänsk diktare.

## Biografi
Alecsandri tillhör romantiken och gjorde i stort sett sitt lands litteratur samma tjänster som biskop Percy i England och Herder i Tyskland, i det att han samlade den rumänska folkpoesien och sålunda ingöt nytt liv i rumänsk diktning. I samband med detta väckte han även intresset för landets historia och för folkets liv och folklivsforskningen. Mycket ryktbara blev hans krigssånger under Rysk-turkiska kriget 1877-1878.